# Socorro, New Mexico
Socorro e o localitate, municipalitate și sediul comitatului omonim, comitatul Socorro, din statul New Mexico din Statele Unite ale Americii.

## Incident OZN
Socorro este locul faimos al unui incident OZN. La 24 aprilie 1964, Lonnie Zamora, un polițist local, a spus că a văzut un OZN și doi omuleți.